# Şeref Alemdar
Burhanettin Şeref Alemdar (* 10. Juli 1917; † unbekannt) war ein türkischer Basketballspieler.

## Karriere
Alemdar spielte im Jahr 1936 für Galatasaray Istanbul. Unter Spielertrainer Rupen Semerciyan nahm er mit der türkischen Nationalmannschaft und seinen Teamkollegen Hayri Arsebük, Nihat Ertuğ, Jak Habib, Naili Moran, Kamil Ocak, Hazdayi Penso, Dionis Sakalak und Sadri Usuoğlu am olympischen Basketballturnier 1936 auf dem Berliner Reichssportfeld teil. Nach Niederlagen gegen Chile (16:30) und Ägypten (23:33) belegten die Türken den geteilten 19. und letzten Platz des Wettbewerbs.